# Fata din cafenea
Fata din cafenea (titlu original: The Girl in the Cafe) este un film britanic realizat pentru televiziune din 2005 regizat de David Yates, scris de Richard Curtis și produs de Hilary Bevan Jones. Rolurile principale au fost interpretate de actorii Bill Nighy, Kelly Macdonald, Ken Stott și Corin Redgrave. Nighy și Macdonald au jucat anterior împreună în serialul BBC din 2003 State of Play, care a fost, de asemenea, regizat de Yates și produs de Bevan-Jones. Directorul de casting este Fiona Weir care, la acea vreme, era și directorul de casting pentru filmele cu Harry Potter, ultimele patru dintre ele fiind regizate de asemenea de Yates.
Filmul este produs de compania de producție independentă Tightrope Pictures și a fost transmis inițial la BBC One în Regatul Unit la 25 iunie 2005.
Fata din cafenea a avut șapte nominalizări la cea de-a 58-a ediție a Premiilor Primetime Emmy, unde a câștigat premiul Emmy pentru cel mai bun film de televiziune, cel mai bun scenariu pentru o serie limitată, film sau special dramatic pentru Curtis și premiul pentru cea mai bună actriță în rol secundar într-o miniserie sau un film pentru Macdonald.

## Prezentare
Lawrence (Bill Nighy), un funcționar public care lucrează pentru Ministru de Finanțe (Ken Stott), se îndrăgostește de Gina (Kelly Macdonald), o tânără pe care o întâlnește întâmplător într-o cafenea din Londra. Lawrence o duce pe Gina la un summit G8 la Reykjavík, Islanda, unde se confruntă cu prim-ministrul Regatului Unit (Corin Redgrave) cu privire la problema datoriei lumii a treia și a sărăciei în Africa, spre jena lui Lawrence și furia angajatorilor săi. Cu toate acestea, el realizează că ea are dreptate și încearcă să-l convingă pe ministru și pe alții de la summit să facă ceva în privința problemelor în cauză.

## Distribuție
- Bill Nighy - Lawrence
- Kelly Macdonald - Gina
- Ken Stott - Ministru de finanțe
- Corin Redgrave - Prim-ministrul Regatului Unit